# Европейский маршрут E136
Европейский маршрут E136 — автомобильный европейский автомобильный маршрут категории Б, соединяющая в Норвегии, города Олесунн и Думбос. Эта шоссе располагается в двух округах - Мёре-ог-Ромсдал и Оппланн.

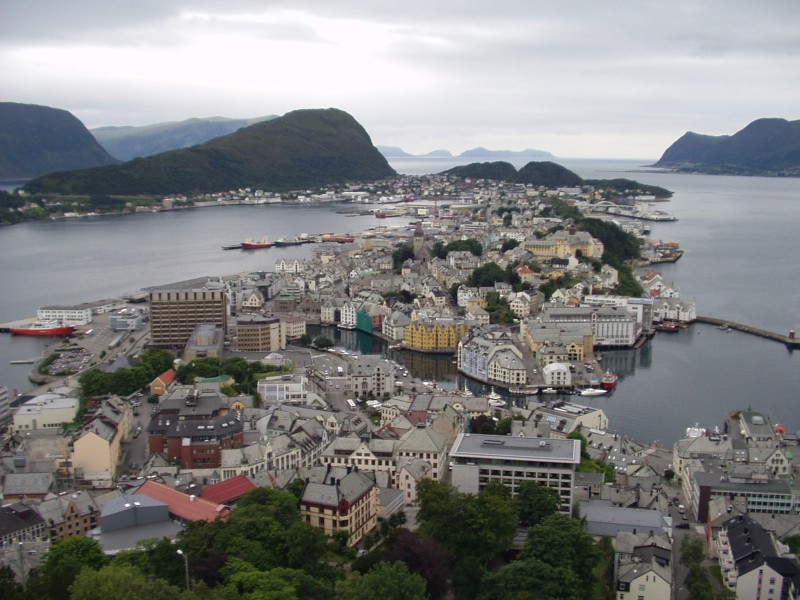
Вид на Олесунн сверху

## Маршрут
- Норвегия
  - E39 Олесунн — Спъелкавик
  - E6 Ондалснес — Думбос

## Сноски
1. ↑  Store norske leksikon. Europaveier (норв.). Архивировано 17 июня 2013 года.